# L'Illustration

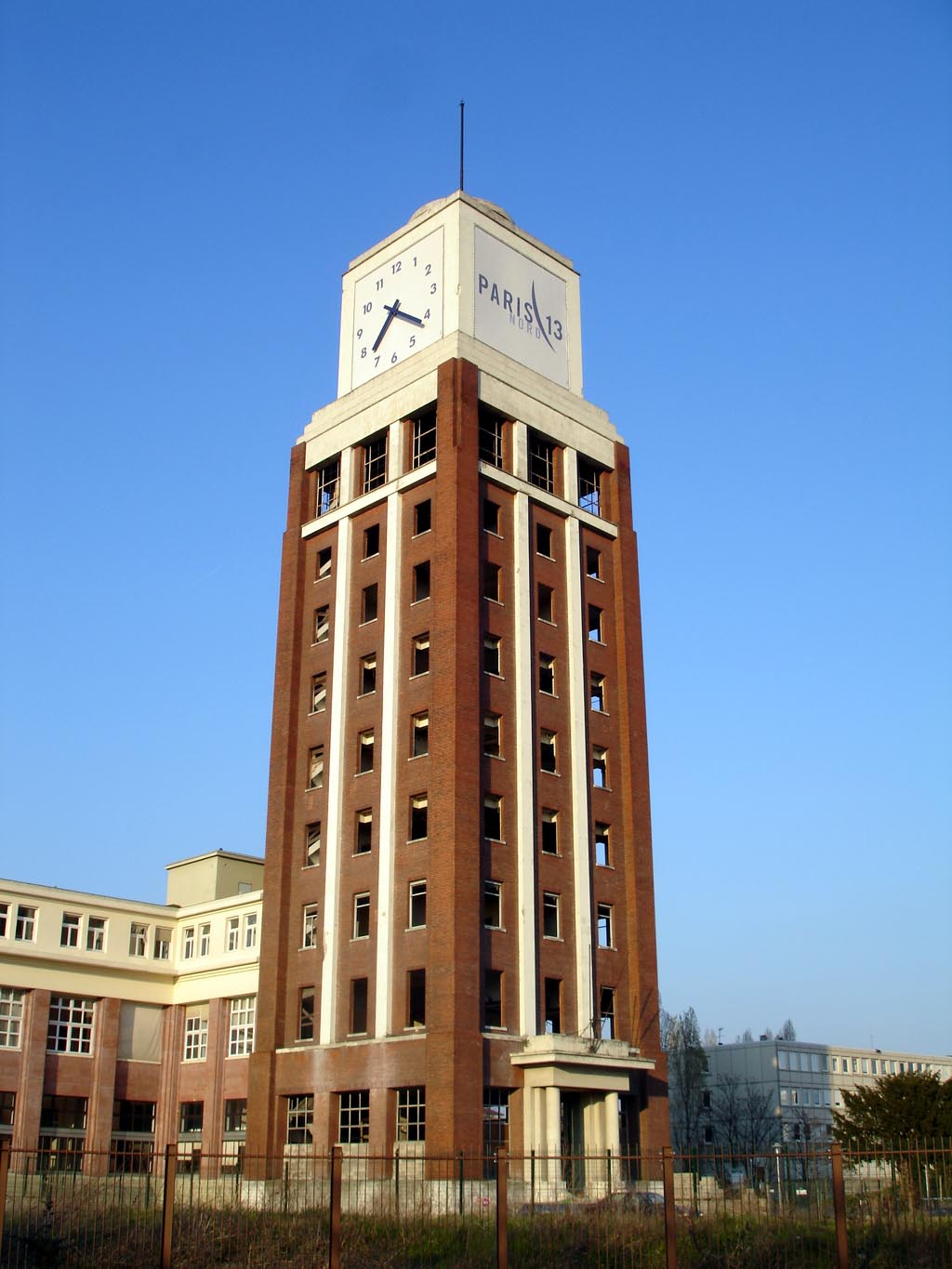
Torre de l'edifici.

L'Illustration fou un setmanari francès que es va publicar entre 1843 i 1944. Al llarg de la seva publicació es van editar 5.293 nombres, cosa que suposa unes 180.000 pàgines.
Fou fundat pels periodistes Jean-Baptiste-Alexandre Paulin i Édouard Charton, el geògraf Adolphe Joanne, l'editor Jean-Jacques Dubochet i el periodista Jacques-Julien Dubochet, que va esdevenir editor i director. Inspirat en The Illustrated London News, el primer número va aparèixer el 4 de març de 1843. La redacció estava situada al carrer de Saint-Georges, en el 9è districte de París i la impremta es trobava a Saint-Mandé.
En la segona meitat del segle xix va tenir la capacitat d'atreure als millors dibuixants del moment com Henri Valentin, Édouard Renard, Paul Gavarni, Janet-Lange i Cham, entre d'altres. L'Illustration fou el primer periòdic que va publicar una fotografia en blanc i negre a França, el 1891. El 1907 també va ser el primer a publicar una fotografia en color.
La família Baschet comprà el setmanari el 1903. El 1907 el seu suplement literari va tenir gran èxit en publicar en forma de sèrie de la novel·la de Gaston Leroux titulada El misteri de la cambra groga. El seu protagonista es deia Boitabille, encara que després canvià el seu nom per Rouletabille en els lliuraments de l'any següent.
A principis de 1930 el setmanari va traslladar les seves instal·lacions al carrer Saint-Georges, motiu pel qual compraren el 1931 uns terrenys de 30 hectàrees a Bobigny, sobre els quals es va construir un edifici de ciment i maó vermell coronat per una torre de 64 metres d'altura. A més va ser dissenyat per albergar una de les impremtes més modernes d'Europa. L'edifici es va acabar el 15 de desembre de 1932 i la seva inauguració va tenir lloc el 30 de juny de 1933.
En la seva línia editorial L'Illustration va abordar tots els temes d'actualitat, ja sigui en els àmbits polític, econòmic, social, científic, artístic o esportiu. La seva marca va ser, com el seu nom ho indica, disposar d'una rica iconografia en cada número mitjançant l'ús de gravats, fotografies i dibuixos.
En un principi va estar emprant el rotogravat fins a la introducció de l'òfset el 1933; en els seus tallers de Bobigny comptava amb set màquines òfset Roland. Mantingué especialment cura en l'edició de nadal, amb bastants il·lustracions en color. L'historiador Jean-Noel Marchandiau assenyala que un famós editor estatunidenc va reconèixer la incapacitat dels seus impressors per obtenir la qualitat dels treballs realitzats a Bobigny. El 1930 un número de 35 pàgines a tot color es venia a 35 francs mentre que el seu cost hauria de ser molt major.
L'Illustration continuà publicant-se durant la Segona Guerra Mundial sota l'adreça del col·laboracionista Jacques Bouly de Lesdain, per la qual cosa va deixar de publicar-se en finalitzar la guerra. Tot i que tornà a renéixer el 1945 com a France-Illustration, només es va editar fins a 1957.
La impremta de Bobigny va estar funcionant fins a 1971. Els locals es van estar utilitzant com a magatzems i estaven en estat d'abandó fins que van ser venuts per un franc a la Universitat de París XIII, que va renovar la torre i les instal·lacions.
Els arxius de L'Illustration són considerats entre els més importants al món iconogràfic del segle xix i principis del XX. Aquest fons es pot trobar en el lloc web oficial de L'Illustration i la companyia del mateix nom, que va permetre l'alliberament de la famosa revista i ara dirigeix la preservació dels seus registres únics.